# West Unity
West Unity – wieś w Stanach Zjednoczonych, w stanie Ohio, w hrabstwie Williams.